# 1922-es Grand Prix-szezon
Az 1922-es Grand Prix-szezon volt a Formula–1 előtti időszak tizenötödik szezonja. Az előző évhez hasonlóan a Grandes Épreuves két versenyből, az olaszból és a franciából állt.

## Versenyek

### Grandes Épreuves
| Verseny         | Helyszín   | Időpont       | Győztes versenyző | Győztes konstruktőr | Összefoglaló |
| --------------- | ---------- | ------------- | ----------------- | ------------------- | ------------ |
| francia nagydíj | Strasbourg | Július 15.    | Felice Nazzaro    | FIAT                | Összefoglaló |
| olasz nagydíj   | Monza      | Szeptember 4. | Pietro Bordino    | FIAT                | Összefoglaló |

### Egyéb versenyek
| Verseny           | Helyszín     | Időpont       | Győztes versenyző | Győztes konstruktőr | Összefoglaló |
| ----------------- | ------------ | ------------- | ----------------- | ------------------- | ------------ |
| Targa Florio      | Madonie      | April 2       | Giulio Masetti    | Mercedes            | Összefoglaló |
| indianapolisi 500 | Indianapolis | May 30        | Jimmy Murphy      | Duesenberg          | Összefoglaló |
| szárd nagydíj     | Cagliari     | Május 30.     | Ernesto Ceirano   | SCAT                | Összefoglaló |
| mugellói nagydíj  | Mugello      | Június 18.    | Alfieri Maserati  | Isotta-Fraschini    | Összefoglaló |
| Tourist Trophy    | Isle of Man  | Június 22.    | Jean Chassagne    | Sunbeam             | Összefoglaló |
| Coppa Montenero   | Montenero    | Augusztus 27. | Carlo Masetti     | Bugatti             | Összefoglaló |
| Garda-nagydíj     | Salò         | Október 15.   | Guido Meregalli   | Diatto              | Összefoglaló |
| őszi nagydíj      | Monza        | Október 22.   | André Dubonnet    | Hispano-Suiza       | Összefoglaló |
| Coppa Florio      | Madonie      | November 4.   | André Boillot     | Peugeot             | Összefoglaló |